# Derek W. Hayes
Derek W. Hayes je britský filmový režisér, specializující se na animované filmy.

## Život
Narodil se v anglickém hrabství Lancashire a studoval na Sheffield Hallam University (absolvoval v roce 1974). Svou kariéru zahájil koncem sedmdesátých let. Později byl vlastníkem společnosti Animation City, která vytvářela reklamy (například pro společnost Lego), stejně jako hudební videoklipy pro zpěváky jako jsou Rod Stewart, Elton John a Madonna. V roce 2000 natočil celovečerní film Mistr zázraků o životě Ježíše Krista (různé postavy dabovali například Ralph Fiennes a William Hurt). Roku 2003 natočil film Y Mabinogi inspirovaný velšskou mytologií. Hlasy postavám propůjčili například Velšané Daniel Evans, Matthew Rhys a Ioan Gruffudd, a autorem hudby k filmu je velšský hudebník John Cale. Rovněž natočil několik krátkometrážních snímků. V roce 2009 se začal věnovat pedagogické činnosti na Falmouth University. Během své kariéry získal řadu ocenění, včetně BAFTA a Epiphany Prize.